# Matka-kanyon

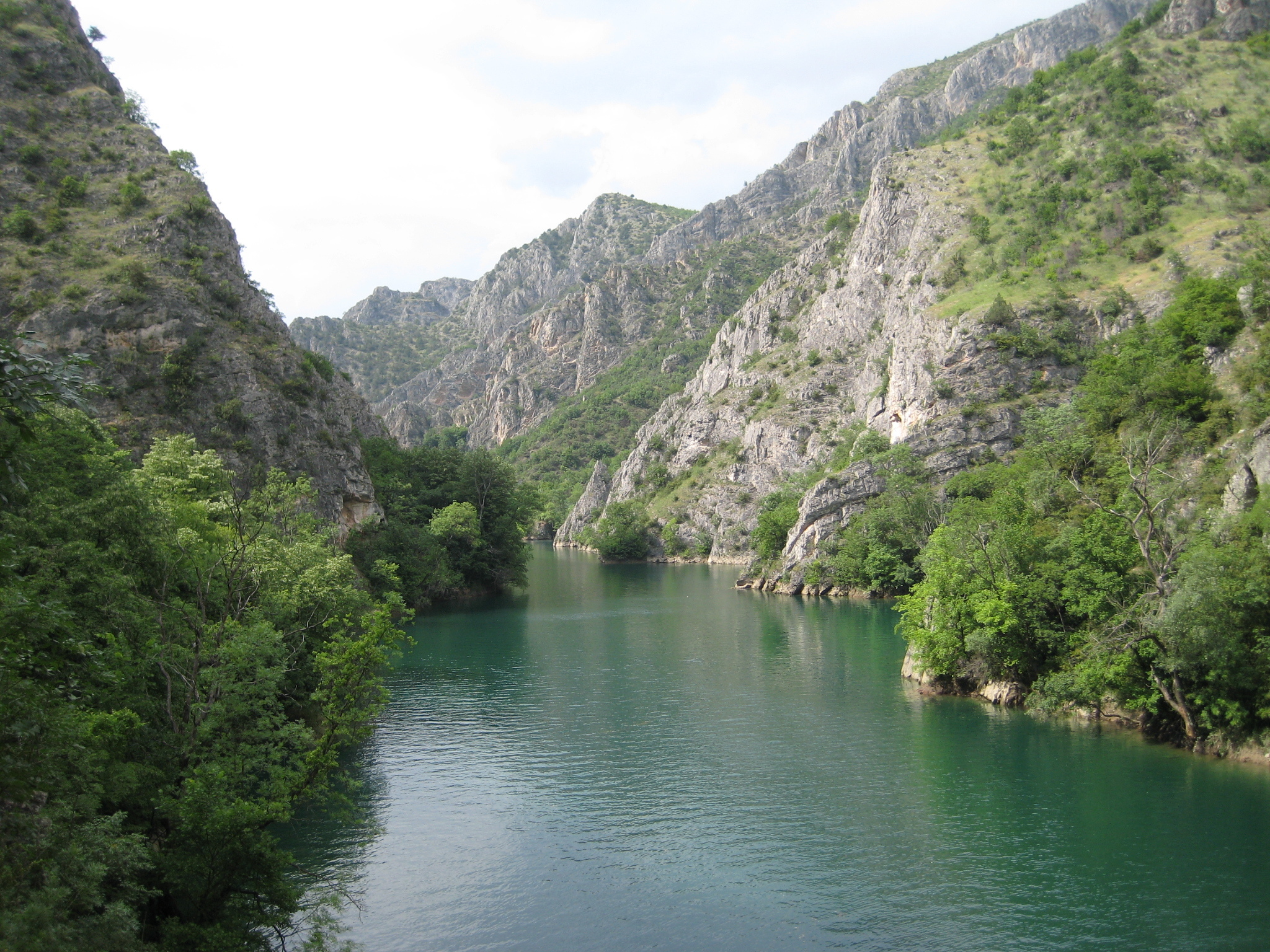
A Matka-kanyon

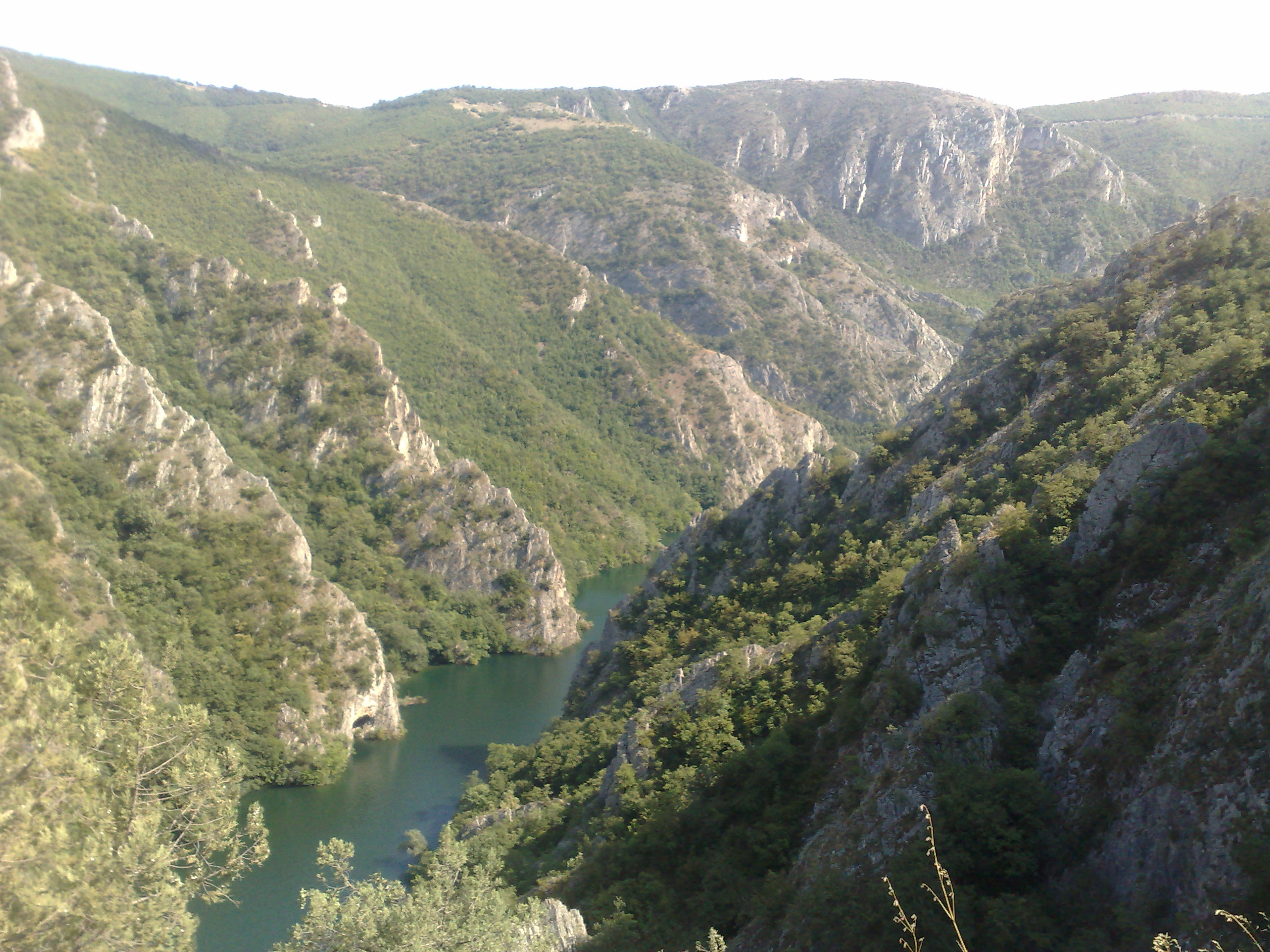
Felülnézetből

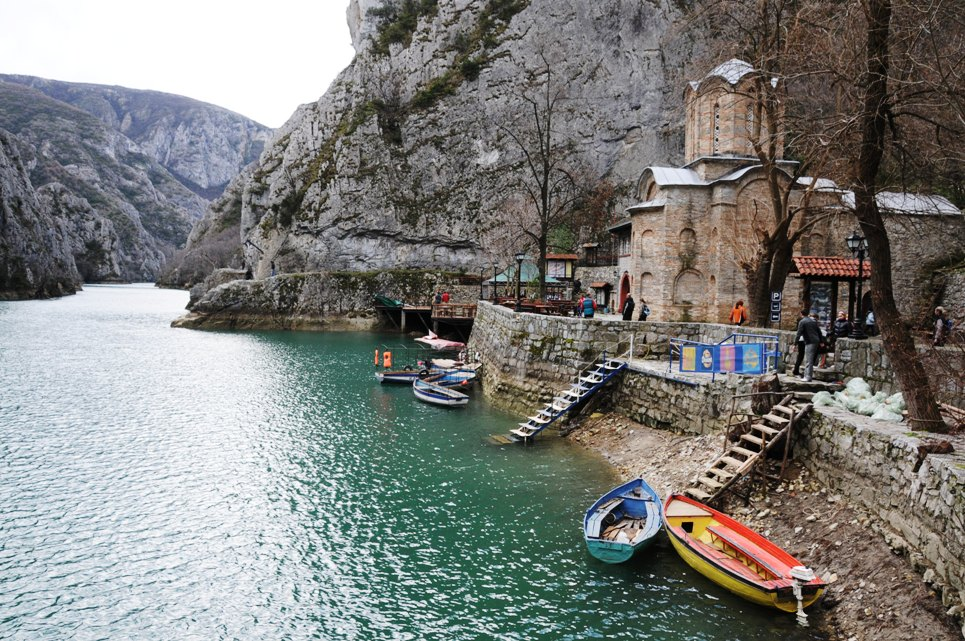
A Szent András-monostor

Matka-kanyon (macedónul Кањон Матка, jelentése: anyaméh) az észak-macedón fővárostól, Szkopjétól nyugatra 15 kilométerre fekszik, 5000 hektáros területen. Az egyik legnépszerűbb kirándulóhely Macedóniában. A Matka-kanyon egy nyugat–kelet irányban húzódó hegyvonulatot szel ketté, területén a Treska-folyó, a Matka-tó, valamint számos középkori kolostor található. A Matka-tó a legrégebbi mesterséges tó Észak-Macedóniában.

## Geológia
Összesen tíz barlang található a Matka-kanyon területén. A legrövidebb barlang 20 méter hosszú, a leghosszabb pedig 176 méteres. Ezen kívül még két 35 méter mély vertikális (függőleges) barlang is található a Matka-kanyonban.

### Vrelo-cseppkőbarlang
A Treska-folyó jobb oldali partján található Vrelo-cseppkőbarlang a világ új hét csodája szerinti 77 legszebb természeti csoda egyike. A barlangban számos függőcseppkő található, valamint a barlang belső felében két kisebb tavacska bújik meg. Az egyik tó 8 méter hosszú és 15 méter mély, míg a másik 35 méter hosszú és 18 méter mély. Bár a Vrelo-cseppkőbarlang mélysége nem ismert, sokak szerint lehetséges, hogy ez a világ legmélyebb víz alatti barlangja. A Vrelo-cseppkőbarlangot csak csónakkal vagy kajakkal lehet megközelíteni. Hajókirándulásra és kajak kölcsönzésre van lehetőség a Matka-tó partján.

## Látnivalók
A Matka-kanyon a helybeliek és a turisták körében egyaránt népszerű, a főváros relatív közelségének és könnyű megközelíthetőségének köszönhetően. A kanyon egész évben nagyszerű túrázási lehetőséget nyújt, míg sziklamászásra április-májustól novemberig van lehetőség. Emellett a gyors sodrású Treska-folyó kajakozókat is vonz a világ minden tájáról.

### Kolostorok
A Matka-kanyon környékén számos ortodox keresztény templom és kolostor található. 
A 14. században épült Szent András-kolostor közvetlenül a tó partján található. A Szent Nikola-kolostor 501 méteres tengerszint feletti magasságon fekszik, a kanyon fölé tornyosuló sziklafalon. Építési éve nem ismert, azonban az első írásos források a 17. században tesznek említést róla. Az ikonosztáz 1645-ben készült, azonban a 18. században a kolostor elhagyatottá vált, és csak a 19. században került újjáépítésre. A Szent Szűz Mária-kolostor a Treska-folyóhoz közel található. A 14. században épült kolostor freskói az 1500-as évek végén készültek.